# Santa Maria in Turri, Rione Borgo
Santa Maria in Turri, även benämnd Santa Maria inter Turres, var en kyrkobyggnad i Rom, helgad åt Jungfru Maria. Kyrkan var belägen i atriet till den gamla Peterskyrkan i Rione Borgo.
Tillnamnet ”Turri” (ablativ singularis av latinets turris, ”torn”, jämför italienskans ”torre”) åsyftar ett torn, vilket uppfördes under påve Stefan II:s (752–757) pontifikat. Tillnamnet ”inter Turres” (ackusativ pluralis), däremot, syftar på att kyrkan var belägen mellan två torn: det uppfört under Stefan II och det som uppfördes under Hadrianus I (772–795).
Från denna kyrka utgick palmsöndagsprocessionen till Peterskyrkans högaltare.

## Kyrkans historia
Kyrkan uppfördes förmodligen under 700-talets senare hälft. Kyrkans första dokumenterade omnämnanden återfinns i tvenne bullor, promulgerade under 1000-talet: den ena av påve Johannes XIX år 1026 och den andra av påve Leo IX år 1053. Kyrkans bronsdörr antas vara från nämnda århundrade.
Den 18 juni 1155 krönte påve Hadrianus IV Fredrik Barbarossa till tysk-romersk kejsare. Hadrianus IV avled 1159 och Barbarossa kom så småningom i konflikt med dennes efterträdare, Alexander III. År 1167 anföll Barbarossas trupper Rom. Kyrkan Santa Maria in Turri kom då att utgöra en försvarspunkt vid Peterskyrkan. Kyrkan sattes i brand av de anfallande trupperna och totalförstördes. Kyrkan måste emellertid ha återuppbyggts, då den omnämns i en bulla av Innocentius VI år 1355. Kort efter detta ska kyrkan ha övergivits.
År 1506 lades den första stenen till den nya Peterskyrkan och successivt revs den gamla Peterskyrkan för att ge plats åt den nya. År 1590 publicerade prästen Tiberio Alfarano en detaljrik plan över Peterskyrkan och på denna saknas kyrkan Santa Maria in Turri.

## Bilder
| - Tiberio Alfaranos plan över den gamla Peterskyrkan från år 1590. |